# Eufornius
Eufornius werd patriarch van Antiochië in 333 na de controverse na de afzetting van Eustathius van Antiochië, die beschuldigd werd voor overspel. Volgens kerkhistoricus Theodoretus van Cyrrhus was hij een ariaan.